# Luís de Matos Monteiro da Fonseca
Luís de Matos Monteiro da Fonseca (Ribeira Grande, 1944) é um diplomata de Cabo Verde.
Nascido na localidade de Ponta do Sol, na ilha de Santo Antão, foi desde Julho de 2004 até julho de 2008, Secretário Executivo da Comunidade dos Países de Língua Portuguesa.
Antes de ser eleito para o atual cargo representou Cabo Verde em diversas capitais e organizações internacionais e exerceu várias funções no seu país.
Foi Representante Permanente de Cabo Verde junto às Nações Unidas em Nova Iorque (2001-2004), Embaixador em Viena e Representante de Cabo Verde Junto às Nações Unidas em Viena (1999-2001) Diretor-Geral da Política Externa (1996-1999) Diretor-Geral dos Assuntos Políticos e Culturais (1994-1996) Embaixador de Cabo Verde em Moscovo (1991-1994) Embaixador de Cabo Verde em Haia e junto à Comunidade Europeia (1987-1991), tendo ingressado no quadro diplomático do Ministério dos Negócios Estrangeiro em 1986.
Até à sua entrada na carreira diplomática, exerceu funções diretivas no Partido Africano da Independência de Cabo Verde, tendo sido eleito deputado à Assembleia Nacional Popular de Cabo Verde em 1975, 1980 e 1985.
De 1973 a 1974 foi Secretário Geral da Associação Comercial, Industrial e Agrícola de Barlavento e de 1964 a 1967 chefiou a secção comercial da companhia de pesca "Congel", em S. Vicente.
Membro do PAIGC na clandestinidade, participou na luta pela independência de Cabo Verde tendo, durante a sua juventude, passado vários anos na prisão, nomeadamente no Campo do Tarrafal.